# Limenitis lahontani
Limenitis lahontani är en fjärilsart som beskrevs av Herlan 1971. Limenitis lahontani ingår i släktet Limenitis och familjen praktfjärilar. Inga underarter finns listade i Catalogue of Life.